# Дзержинское (Приднестровье)
Дзержи́нское — село в Дубоссарском районе непризнанной Приднестровской Молдавской Республики.

## География
Село Дзержинское — административный центр Дзержинского сельсовета, находится в 7 км от центра г.Дубоссары. Северные строения села примыкают вплотную к г.Дубоссары в районе перекрёстка ("круг"а) автомобильной трассы Полтава-Кишинёв (составляющая часть международная автотрасса М-21 Волгоград-Бухарест) и республиканской приднестровской автомобильной трассы Тирасполь-Рыбница (у дамбы на реке Днестр).
Центральная улица села — ул. Свердлова (идёт с центра г.Дубоссары до Карантинской горки на окраине с. Дзержинское), по которой и происходит республиканская приднестровская автомобильная трасса Тирасполь-Рыбница.

## История
Хутор Карантин был основан в 1793 году на месте бывшей карантинной службы и таможни.
Прибывших из-за Днестра направляли прямо с переправы в карантин выдерживать «определённый к безопасности от язвительной болезни шестидневный термин». После этого срока, а также «очистки и окурки», приезжий считался «несумнительным». Главная дубоссарская пограничная таможня официально прекратила свои действия с 28 февраля 1831 года. Карантинная линия на Днестре была окончательно упразднена только в 1846 г. Поселение же осталось.
В 1968 году хутор Карантин был объединён с посёлком колхоза Большевик в село Дзержинское (перед этим посёлок Большевик в 1958—1968 годах был объединён с селом Лунга).
Храмовый праздник села — 14 октября, церковь восстановлена в 2009 году.
Между сёлами Дзержинское и Дороцкое исследованы курганы с хорошо сохранившимся погребением и утварью белозерской культуры. В 1981—1983 г.г. на плато, северо-восточнее с. Дзержинское в сторону села Новая Лунга были исследованы многочисленные скифские курганы c погребениями, скифским вооружением, аттическими чернолаковыми скифосом и канфаром, женскими украшениями. В 1994 году внутри села было исследовано Черняховское погребение. Так же исследованы остатки славяно-молдавских поселений XVI—XVIII веков в сёлах Дороцкое и Дзержинское.
В Дубоссарах 5 мая 2010 года были открыты гранитные бюсты Героям Советского Союза, похороненным на Кургане Славы: Ивану Красикову, Григорию Корнееву, Ивану Шикунову, Николаю Алферьеву и Ивану Федосову (в честь них названы улицы в г.Дубоссары).

## Население
| Год      | Население |
| -------- | --------- |
| 2004 год | 1271      |
| 2013 год | 1182      |

Количество дворов — 354 (в том числе два четырёхэтажных дома по ул. Совхозной). Площадь села — 414 га.

## Экономика
В селе действуют обслуживающие как село, так и г.Дубоссары, 6 сельских производственных фирм: ООО «Амио», ООО «БСД», ООО «Интер-Аква», ООО «Сагрос», ООО «Темп-Групп», ООО «ДЛС».
Село электрифицировано, телефонизировано (городские номера телефонов), газифицировано и подключено к городским системам водоснабжения и теплоснабжения. В селе находятся три автозаправочных станции (одна — внутри села у реки Днестр, другие две: у "круг"а на международной автотрассе М-21 Волгоград-Бухарест и у "круг"а на республиканской приднестровской автомобильной трассе Тирасполь-Рыбница).
В советское время в селе размещался, ныне розданный арендаторам под отдельные птичники Госплемптицезавод и часть НПО «Молдптицепром».
Внутригородское автобусное сообщение представлено маршрутами микро-автобусов ПМР № 3, 4, 5, связывающих центральный рынок Дубоссар и автостанцию г.Дубоссары со всеми микрорайонами г.Дубоссары и селом Дзержинское.

## Социальная сфера
В селе находится общеобразовательная школа с русским языком обучения (открыта в 1913 году) и детский садик «Дюймовочка», библиотека (её заведующая и лучший читатель — обладатели Гран-при конкурса «Русское слово»), клуб и почта, ресторанно-гостиничный комплекс"Берёзка", банкетный зал «Версаль».

## Известные уроженцы
- Склифосовский, Николай Васильевич (1836—1904) — заслуженный российский профессор, директор Императорского клинического института великой княгини Елены Павловны в Санкт-Петербурге, автор трудов по военно-полевой хирургии и хирургии брюшной полости.